# Jasper Philipsen
Jasper Philipsen (ur. 2 marca 1998 w Mol) – belgijski kolarz szosowy.

## Osiągnięcia
Opracowano na podstawie:

2015
- 3. miejsce w Guido Reybrouck Classic
- 1. miejsce w mistrzostwach Belgii juniorów (jazda indywidualna na czas)
- 2. miejsce w Omloop der Vlaamse Gewesten

2016
- 3. miejsce w Kuurne-Bruksela-Kuurne juniorów
- 1. miejsce w Guido Reybrouck Classic
- 1. miejsce w E3 Harelbeke juniorów
- 1. miejsce w mistrzostwach Belgii juniorów (jazda indywidualna na czas)

2017
- 1. miejsce w Le Triptyque des Monts et Chateaux
  - 1. miejsce w klasyfikacji punktowej
  - 1. miejsce w klasyfikacji młodzieżowej
  - 1. miejsce na 2. etapie
- 2. miejsce w Ronde van Vlaanderen U23
- 2. miejsce w ZLM Tour
- 1. miejsce w klasyfikacji punktowej Giro Ciclistico d’Italia
  - 1. miejsce na 4. etapie
- 1. miejsce na 2. etapie Tour Alsace
- 1. miejsce na 5. etapie Olympia’s Tour
- 1. miejsce w Paryż-Tours U23

2018
- 3. miejsce w Driedaagse Brugge-De Panne
- 1. miejsce w Le Triptyque des Monts et Chateaux
  - 1. miejsce w klasyfikacji punktowej
  - 1. miejsce na 1. i 2. etapie
- 1. miejsce na 3. etapie Giro Ciclistico d’Italia
- 1. miejsce na 4. etapie Tour of Utah
- 1. miejsce w Gylne Gutuer

2019
- 1. miejsce na 5. etapie Tour Down Under
- 3. miejsce w Nokere Koerse
- 2. miejsce w Heistse Pijl
- 3. miejsce w Elfstedenronde
- 3. miejsce w Brussels Cycling Classic
- 2. miejsce w Grand Prix de Fourmies

2020
- 1. miejsce w klasyfikacji punktowej Tour Down Under
- 1. miejsce na 3. etapie Tour du Limousin
- 1. miejsce na 1. etapie BinckBank Tour
- 1. miejsce na 15. etapie Vuelta a España

2021
- 2. miejsce w Driedaagse Brugge-De Panne
- 1. miejsce w Scheldeprijs
- 1. miejsce w klasyfikacji punktowej Presidential Cycling Tour of Turkey
  - 1. miejsce na 6. i 7. etapie
- 1. miejsce na 2. i 5. etapie Vuelta a España
- 1. miejsce w Kampioenschap van Vlaanderen
- 1. miejsce w Eschborn–Frankfurt
- 1. miejsce w Grand Prix de Denain
- 1. miejsce w Paryż-Chauny

2022
- 1. miejsce w klasyfikacji punktowej UAE Tour
  - 1. miejsce na 1. i 5. etapie
- 1. miejsce w klasyfikacji punktowej Presidential Cycling Tour of Turkey
  - 1. miejsce na 3. etapie
- 1. miejsce na 2. etapie Baloise Belgium Tour
- 3. miejsce w mistrzostwach Belgii (start wspólny)
- 1. miejsce na 15. i 21. etapie Tour de France
- 1. miejsce na 4. etapie Danmark Rundt
- 2. miejsce w Gooikse Pijl
- 1. miejsce w Omloop van het Houtland
- 2. miejsce w Münsterland Giro
- 1. miejsce w Paryż-Bourges

2023
- 1. miejsce na 3. i 7. etapie Tirreno-Adriático
- 1. miejsce w Classic Brugge-De Panne
- 1. miejsce w Scheldeprijs
- 2. miejsce w Paryż-Roubaix
- 2. miejsce w Leiedal Koerse Criterium
- 1. miejsce w Elfstedenronde
- 1. miejsce na 1. etapie Baloise Belgium Tour
- 1. miejsce w klasyfikacji punktowej Tour de France
  - 1. miejsce na 3., 4., 7. i 11. etapie

2024
- 1. miejsce w Mediolan-San Remo
- 1. miejsce na 10. etapie Tour de France

## Rankingi
| Rok              | 2017 | 2018 | 2019 | 2020 | 2021 | 2022 | 2023 | 2024 |
| ---------------- | ---- | ---- | ---- | ---- | ---- | ---- | ---- | ---- |
| World Ranking    | 327. | 145. | 79.  | 65.  | 15.  | 22.  | 9.   | 3.   |
| UCI Europe Tour  | 154. | 40.  | 65.  | 54.  | 12.  | 17.  | 9.   | 3.   |
| UCI America Tour | -    | 172. |      |      |      |      |      |      |
|                  |      |      |      |      |      |      |      |      |
| Źródło: UCI      |      |      |      |      |      |      |      |      |